# ۱۲۴۹ (خورشیدی)
۱۲۴۹ هزار و دویست و چهل و نهمین سال هجری خورشیدی است.

## رویدادها
تأسیس دبیرستان شهدای ادب اصفهان

## زادگان
- سید حسن مدرس، سیاستمدار ایرانی و روحانی شیعه

## درگذشتگان
- سردار عزیزخان مکری، وزیر جنگ ناصرالدین شاه در آذربایجان و داماد امیرکبیر